# Humanitarno društvo Sova
Humanitarno društvo SOVA je slovensko humanitarno društvo iz Maribora, ki so ga januarja 2008 ustanovili Aleš Vauhnik, Nino Kovačič in Jure Žnidarič.
Med odmevnejšimi dogodki v organizaciji društva sta bila dobrodelni koncert v sodelovanju s Študentsko organizacijo Univerze v Mariboru in akcija zbiranja starega papirja za pomoč bolnemu otroku. Slednja akcija je vzbudila pozornost javnosti, ker so družini prejemnika izplačali le neposredne donacije, ki so jih vzporedno nakazala različna podjetja, ves denar od zbranega papirja pa so zadržali za lastne stroške, ki naj bi bili po besedah predstavnika društva tako visoki zaradi recesije. Po poročanju medijev so poslovanje društva zaradi tega preiskovali tudi kriminalisti.